# Mont-de-Marsan
Mont-de-Marsan város Franciaország délnyugati részén, Új-Aquitania régióban, Landes megye székhelye. Lakosainak száma 31 455 fő (2022. január 1.). Mont-de-Marsan Uchacq-et-Parentis, Bretagne-de-Marsan, Campet-et-Lamolère, Mazerolles, Saint-Avit és Saint-Pierre-du-Mont községekkel határos.

## Története
A települést Pierre de Marsan alapította 1133-ban, aki várat épített a Midou és a Douze folyók találkozásánál, e kettő egyesüléséből jön létre a város harmadik folyója, a Midouzet.

## Demográfia
| Év   | Lakosság |
| ---- | -------- |
| 1793 | 4 000    |
| 1800 | 2 866    |
| 1806 | 5 256    |
| 1821 | 3 065    |
| 1831 | 3 774    |
| 1841 | 4 465    |
| 1846 | 4 684    |
| 1851 | 4 655    |
| 1856 | 5 210    |

| Év   | Lakosság |
| ---- | -------- |
| 1861 | 5 574    |
| 1866 | 8 455    |
| 1872 | 8 138    |
| 1876 | 9 310    |
| 1881 | 10 878   |
| 1886 | 11 760   |
| 1891 | 12 031   |
| 1896 | 11 274   |

| Év   | Lakosság |
| ---- | -------- |
| 1901 | 11 604   |
| 1906 | 11 923   |
| 1911 | 12 091   |
| 1921 | 10 836   |
| 1926 | 12 134   |
| 1931 | 11 854   |
| 1936 | 13 009   |
| 1946 | 14 055   |

| Év   | Lakosság |
| ---- | -------- |
| 1954 | 17 120   |
| 1962 | 20 191   |
| 1968 | 24 444   |
| 1975 | 26 166   |
| 1982 | 27 326   |
| 1990 | 28 328   |
| 1999 | 29 489   |
| 2006 | 30 230   |
| 2010 | 31 225   |

## Látnivalók
- Donjon Lacataye – az egykori várból megmaradt védmű.
- Despiau-Wlérick Múzeum – két helyi szobrászművész alkotásai tekinthetőek meg a múzeumban.
- Église de la Madeleine – 1825-1829 között épült templom.

## Híres szülöttei
- Joël Bats (1957) Európa-bajnok francia labdarúgó, kapus, edző

## Testvérvárosok
- Svédország - Alingsås, 1956
- Spanyolország - Tudela, 1986